# Joseph Romain-Desfossés
Joseph Romain-Desfossés (* 8. Dezember 1798 in Gouesnou, Département Finistère; † 26. Oktober 1864 in Paris) war ein französischer Admiral und Marineminister.
Desfossés wurde 1830 Schiffskapitän und brachte 1844 einen Freundschafts- und Handelsvertrag zwischen Frankreich und Maskat zustande. Zudem knüpfte er im Jahr 1846 Handelsbeziehungen an der Küste von Ostafrika an. Nach der Februarrevolution von 1848 wurde Desfossés Konteradmiral und war vom 31. Oktober 1849 bis zum 10. Januar 1851 Marineminister.
1853 wurde Desfossés zum Vizeadmiral befördert und wurde gleichzeitig Mitglied des Admiralitätsrates. 1854 übernahm er den Vorsitz im Rat für Marinebauten und wurde 1855 Senator.
Nachdem Desfossés im November 1859 als Kommandeur der französischen Mittelmeerflotte die Forts von Tetuan wegen einer Beleidigung der französischen Flagge durch die Marokkaner bombardiert hatte, wurde er 1860 Admiral.